# Au tribunal
Au tribunal (en russe : В суде) est une nouvelle d’Anton Tchekhov, parue en 1886.

## Historique
Au tribunal est initialement publiée dans la revue russe Temps nouveaux, no 3814, du 11 septembre 1886, signée An Tchekhov.

## Résumé
Au tribunal du chef-lieu de district, on juge aujourd’hui Nicolaï Kharlanov, accusé du meurtre de sa femme. Le greffier commence la lecture de l’acte d’accusation. C’est long. Le public s’endort. Le président se penche vers son assesseur et lui demande dans quel hôtel il est descendu, le Ministère public lit un livre, l’avocat rêve. Même l’accusé commence à s’ennuyer : il promène son regard sur l’assistance et la cour, et n’y voit que de l’indifférence.
Commencent les récits des témoins, du gendarme, du médecin qui a constaté le décès. En regardant ce dernier, le président se demande pourquoi il porte une redingote courte. Le président pose des questions à l’accusé, au substitut qui répond sans lever les yeux de son livre, puis à l’avocat qui parle pour parler, car il n’a rien à ajouter.
Le président demande à l’accusé si la hache qui a tué la victime est à lui. Il répond qu’il n’a pas de hache : on n'a qu’à le demander à son fils, mais l’enquêteur ne l'a pas fait.
Le procès continue. 

## Édition française
- Au tribunal, traduit par Madeleine Durand et Édouard Parayre (révisé par Lily Denis), in Œuvres I, Paris, Éditions Gallimard, coll. « Bibliothèque de la Pléiade » no 197, 1968  (ISBN 978-2-07-0105-49-6).